# Lilla stjärna

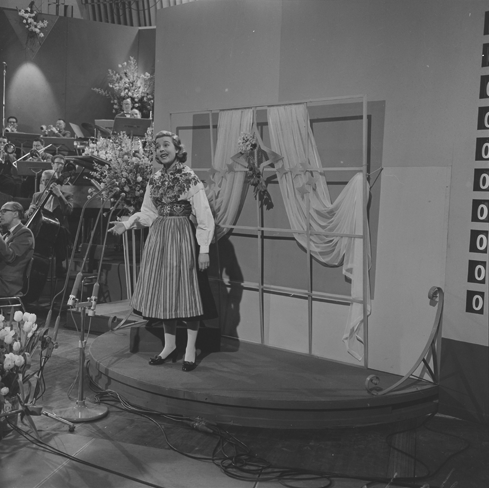
Alice Babs framför låten vid finalen.

"Lilla stjärna" är den sång som var Sveriges bidrag vid debuten i Eurovision Song Contest 1958 i Hilversum, Nederländerna. Låten hette ursprungligen "Samma stjärnor lysa för oss två", med text och musik av Åke Gerhard.

## Omskriven text
Alice Babs, som tackat ja till att representera Sverige i tävlingen, var dock inte nöjd med Åke Gerhards text. Sveriges Radio-medarbetaren Gunnar Wersén skrev utan Åke Gerhards vetskap eller tillåtelse en ny text, varvid även bidragets titel kom att ändras till "Lilla stjärna".
Åke Gerhard svarade med att inte tillåta någon studioinspelning av denna nya version av hans komposition. Den enda upptagningen som existerar, är Babs framförande från själva tävlingen, där hon ackompanjerades av Het Metropole Orkest under ledning av Dolf van der Linden. 1994 gavs denna upptagning ut på en samlings-CD med Sveriges samtliga bidrag till Eurovision Song Contest mellan 1958 och 1994.

## I Eurovision Song Contest
Alice Babs - som kommer från Västervik i Småland - var vid framförandet i Hilversum i Nederländerna klädd i Leksands folkdräkt. Bidraget fick som mest tre röster från Schweiz och Luxemburg och slutade på totalt tio poäng, vilket gav en fjärde plats. 